# Sergiusz (Polotkin)
Sergiusz, imię świeckie Wiktor Moisiejewicz Polotkin (ur. 14 kwietnia 1951 w Chaninie) – rosyjski biskup prawosławny.

## Życiorys
Urodził się w rodzinie chłopskiej. Ukończył technikum budowlane i pracował w zawodzie do 1973, gdy podjął naukę w moskiewskim seminarium duchownym. W 1977 ukończył tę szkołę, zaś w 1981 uzyskał tytuł kandydata nauk teologicznych  w Moskiewskiej Akademii Duchownej. Został wówczas zatrudniony w seminarium, którego był absolwentem, jako wykładowca. 26 kwietnia 1981 został wyświęcony na diakona, zaś 24 lipca 1982 – na kapłana. 20 czerwca 1983 został skierowany do eparchii rostowskiej i nowoczerkaskiej; służył w parafii Narodzenia Matki Bożej przy soborze w Rostowie nad Donem, następnie zaś w soborze Włodzimierskiej Ikony Matki Bożej w tym samym mieście.
23 grudnia 1984 złożył wieczyste śluby zakonne w ławrze Troicko-Siergijewskiej, zaś następnego dnia został podniesiony do godności archimandryty. 5 maja 1989 miała miejsce jego chirotonia na biskupa azowskiego, wikariusza eparchii rostowskiej. 23 lutego 1993 został biskupem samarskim i syzrańskim. Od 25 lutego 1998 arcybiskup, od 2011 – metropolita. W 2017 jego tytuł uległ zmianie na „metropolita samarski i togliattiński”, a w 2019 r. – na „samarski i nowokujbyszewski”.
W 2025 r. Święty Synod odsunął go od zarządzania katedrą i przeniósł w stan spoczynku.